# 顛換突變

顛換突變與轉換突變示意圖，紅色箭頭為顛換突變，藍色箭頭為轉換突變

顛換突變（Transversion，簡稱Tv）是一種點突變，指DNA序列中嘌呤（A或G）轉變為嘧啶（C或T）或嘧啶轉變為嘌呤的突變，而嘌呤間與嘧啶間的轉換則稱為轉換突變。
一個核苷酸有兩種顛換突變可能發生，僅有一種轉換突變的可能，但1970年代研究人員即注意到後者發生的機率高於前者數倍，且在編碼區與內含子、偽基因等非編碼區皆有此趨勢，可能原因為顛換突變是單環鹼基（嘧啶）或雙環鹼基（嘌呤）間的轉換，以及轉換突變因搖擺鹼基對之故而較少改變編碼的胺基酸，因對基因的影響較小而較易被保留。有假說認為在改變編碼胺基酸的突變中，轉換突變對胺基酸化學性質的改變較小，但有研究對此持保留態度。另外有研究顯示在非編碼區，轉換突變對DNA結構及與蛋白質結合能力的影響可能較小。
DNA受到活性氧类造成的氧化損傷時，鳥嘌呤可能被轉為8-羟基鸟嘌呤（8-oxoG），此鹼基可與腺嘌呤配對，因此會造成G至T或C至A的顛換突變。三域生物皆有8-羟基鸟嘌呤DNA糖基化酶（OGG）可藉由鹼基切除修復移除此核苷酸以避免突變發生，人類OGG1基因的突變與多種癌症相關。